# Yawatahama
Yawatahama (japanska: 八幡浜市?, Yawatahama-shi) är en stad i Ehime prefektur i Japan. Staden fick stadsrättigheter 1935. 